# Isolation (Kali-Uchis-Album)
Isolation ist das Debüt-Studioalbum der kolumbianisch-US-amerikanischen Sängerin Kali Uchis. Es wurde am 6. April 2018 von den beiden Musiklabels Rinse Recording und Virgin EMI veröffentlicht.
Am Album waren neue Produzenten und Gastkünstler beteiligt, darunter Jorja Smith, Reykon, Tyler, the Creator, Bootsy Collins und Steve Lacy. Isolation konnte sich in den internationalen Albumcharts platzieren und wurde von RIAA sowie AMPROFON mit Platin ausgezeichnet. 

## Entstehung und Inhalt
Nach der Veröffentlichung ihrer Debüt-EP Por Vida im Jahr 2015 kündigte Uchis an, dass sie 2017 die Arbeiten für ihr erstes Studioalbum begonnen habe. Uchis fügte hinzu, dass dieses noch im Jahr 2018 veröffentlicht werden soll. Die Aufnahmen dauerten ungefähr 9–10 Monate und fanden in verschiedenen Studios der Vereinigten Staaten sowie in London statt. Zahlreiche bekannte Produzenten waren an der Entstehung des Albums beteiligt, darunter Tyler, the Creator, Bootsy Collins und Mitglieder der Bands BadBadNotGood und Gorillaz. Isolation wurde von drei Plattenfirmen produziert. Es umfasst 15 Titel und hat eine Laufzeit von 46:30 Minuten.
Die Aufnahmen wurden in verschiedenen Studios der Vereinigten Staaten durchgeführt und unterstützt durch die Singles Tyrant, Nuestra Planeta und After the Storm, die auch als Singles erschienen.
Der Inhalt des Albums ist vielfältig und handelt von Dingen, die Uchis während ihrer Kindheit und Schulzeit in ihrer Heimatstadt Alexandria erlebt hat. In einem Interview sagte sie, sie „habe sehr früh versucht, ihren eigenen Stil zu finden und die Musik wäre ein gutes Mittel, seine Erinnerungen, Gefühle und Emotionen auszudrücken“. Uchis verarbeitete unter anderem Stile aus den 60er und 80er Jahren in ihren Songs und den dazugehörigen Musikvideos.

## Promotion
Uchis unterstützte die Veröffentlichung mit ihrer „In Your Dreams“-Tour durch Nordamerika. Die Tournee, die am 13. September 2018 in Seattle startete und bis 10. November 2018 dauerte, sollte die Promotion ihres ersten Albums steigern. Die Musiker Gabriel Garzón-Montano und Cuco begleiteten sie während der Tour und traten als Headliner bei der Eröffnung auf.
Ihren ersten Auftritt im Fernsehen hatte Uchis in der Tonight Show am 15. März 2018. Dort interpretierte sie gemeinsam mit Tyler, the Creator das Lied After the Storm, welches bereits am 12. Januar 2018 als Single erschien.
Das Album erschien offiziell am 6. April 2018 als CD, Download und Vinylschallplatte. Auf den Musikplattformen Spotify und iTunes war es am 6. April erhältlich. Auf der Plattform Deezer stand Isolation bereits am 5. April als Download zur Verfügung.

## Musikalische Struktur
Isolation weist mehrere unterschiedliche musikalische Strukturen und Musikstile auf. Ein Großteil der Lieder ist im Stil des R&B, Funk und Reggae produziert worden, das Album enthält aber auch Elemente von Hip-Hop, Neo-Soul, Bossa Nova und dem weitestgehend unbekannten Bedroom-Pop auf. Der Eröffnungstitel Body Language, welcher von Thundercat und Om'Mas Keith produziert wurde, beginnt ist ein Mid-Tempo-Song mit karibischen und südamerikanischen Musikelementen. In Miami, dem zweiten Titel, singt Uchis im Duett mit der Sängerin BIA in spanischer und englischer Sprache. Hier sind Elemente des Hip-Hop und auch des Rap zu hören.
Der Titel Flight 22 ist der vierte Titel des Albums und bezieht sich auf einen Flugzeugabsturz, der sich 1967 in North Carolina ereignete. Uchis weist am Anfang des Liedes auf eine mögliche Katastrophe hin, in der sie eine Flugbegleiterin imitiert und den Song mit folgenden Worten beginnt:
„There's several exits on this aircraft in the event of an emergency. At this time please fasten your seat belts, as we are preparing for take off. And welcome aboard flight 22.“
Das Lied stellt ein Tributstück an das Flugzeugunglück dar, dass sich in der Nähe von Henderson (NC), sieben Autostunden von Uchis Geburtsort Alexandria in Virginia, ereignete. Der fünfte Titel Your Teeth in My Neck wurde von Uchis selbst und vier anderen Produzenten aufgenommen. Im Lied singt sie über Künstler, die sich ihrer Kunst und Visionen aneignen. Tyrant, der 6. Titel, entstand in Zusammenarbeit mit Jorja Smith und besitzt Elemente des R&B.
Das Lied Nuestra Planeta ist ein Duettsong mit dem kolumbianischen Sänger Reykon und beinhaltet Elemente des Latin-Pop. Hier singt Uchis zum ersten Mal vollständig in spanischer Sprache. Der neunte Titel In My Dreams ist eine Mischung aus Pop und R&B. Aufgenommen und produziert wurde er von Uchis selbst und von Damon Albarn. In My Dreams ist ein Duett mit der britischen Band Gorillaz. Der 10. Titel Gotta Get Up wurde als Interlude produziert und ist ein Sampler von „Love in Triplicate“, das von Midas Touch aufgeführt wurde. Tomorrow, der elfte Titel des Albums, beinhaltet Elemente von Indie-Pop und R&B und wurde von Kevin Parker produziert. Der zwölfte Titel Coming Home, geschrieben von Greg Kurstin und Uchis selbst, besitzt Elemente des Neo-Soul und Pop.
Der Song After the Storm ist der 13. Titel des Albums und wurde am 12. Januar 2018 als Single veröffentlicht. Als einziges Lied des Albums konnte es sich in den europäischen und US-amerikanischen Charts platzieren und erhielt zudem eine Platinschallplatte. Produziert wurde es von Mitgliedern der Band BadBadNotGood sowie von Pete Rock, der eine Remix-Version des Songs erstellte. Am Schreiben der Liedtexte waren neben Kali Uchis auch die beiden Nebeninterpreten Tyler, the Creator und Bootsy Collins beteiligt.
Das Lied Feel Like a Fool ist der 14. Titel und wurde neben Uchis von Josh Crocker produziert und aufgenommen. Es besitzt neben Einflüssen von R&B auch Elemente des Neo-Soul. Der 15. und letzte Titel des Albums stellt Killer dar, welcher von Wayne Gordon und Kali Uchis produziert wurde. Es ist ein Closing-Song mit Einflüssen von R&B, Pop und Soul.

## Titelliste
| Nr. | Titel                                                       | Autor(en) | Produzent(en)                                    | Laufzeit |
| --- | ----------------------------------------------------------- | --- | ------------------------------------------------ | -------- |
| 1.  | Body Language                                               | Kali Uchis, Thundercat, Om'Mas Keith                                                                               | Thundercat, Om'Mas Keith                         | 2:16     |
| 2.  | Miami (feat. BIA)                                           | Kali Uchis, BIA, David Andrew Sitek, Om'Mas Keith, Dacoury Natche                                                  | David Andrew Sitek, Om'Mas Keith, Dacoury Natche | 4:04     |
| 3.  | Just a Stranger (feat. Steve Lacy)                          | Kali Uchis, Steve Lacy, Romil Hemnami                                                                              | Steve Lacy, Romil Hemnami                        | 2:58     |
| 4.  | Flight 22                                                   | Kali Uchis, Wayne Gordon, Autumn Rowe                                                                              | Kali Uchis, Wayne Gordon, Autumn Rowe            | 3:37     |
| 5.  | Your Teeth in My Neck                                       | Kali Uchis, Afolabi Osinulu, Asa Davis, Kevin Arcilla, Kyle D. Branham                                             | The Wlderless                                    | 3:06     |
| 6.  | Tyrant (feat. Jorja Smith)                                  | Kali Uchis, Jorja Smith, Mark Spears, Larrance Dopson, Jairus Mozee                                                | Mark Spears, Larrance Dopson, Jairus Mozee       | 3:06     |
| 7.  | Dead to Me                                                  | Kali Uchis | Ben Ash                                          | 3:20     |
| 8.  | Nuestra Planeta (feat. Reykon)                              | Kali Uchis, Reykon, Bryan Chaverra, Kevin Londoño, Marta Llorente, Jairo Torres                                    | The Rude Boyz                                    | 3:23     |
| 9.  | In My Dreams (feat. Gorillaz)                               | Kali Uchis, Damon Albarn                                                                                           | Gorillaz                                         | 3:21     |
| 10. | Gotta Get Up                                                | Kali Uchis, Harry Rabinowitz, Dave Richmond                                                                        | Crocker, Midas Touch, Gitty                      | 1:53     |
| 11. | Tomorrow                                                    | Kali Uchis, Kevin Parker                                                                                           | Kevin Parker                                     | 3:10     |
| 12. | Coming Home                                                 | Kali Uchis, Mark Spears, Greg Kurstin                                                                              | Mark Spears, Greg Kurstin                        | 2:40     |
| 13. | After the Storm (feat. Tyler, the Creator & Bootsy Collins) | Kali Uchis, Tyler Okonma, William Earl Collins, Matthew Tavares, Chester Hansen, Alexander Sowinski, Leland Whitty | BadBadNotGood                                    | 3:27     |
| 14. | Like a Fool                                                 | Kali Uchis, Crocker                                                                                                | Crocker                                          | 3:05     |
| 15. | Killer                                                      | Kali Uchis, Wayne Gordon                                                                                           | Wayne Gordon, Om’Mas Keith                       | 2:52     |

Samples
- Gotta Get Up enthält Elemente von Love in Triplicate, aufgeführt von Midas Touch
- After the Storm enthält ein musikalisches Element von Kendrick Lamars dritten Studioalbums To Pimp a Butterfly

## Mitwirkende
Folgende Personen trugen zur Entstehung des Albums Isolation bei:
Musik
| - Thundercat: Bass, Gitarre, Trommel (Titel 1) - David Andrew Sitek: Gitarre, Bass (Titel 2) - DJ Dahi: Keyboard, Programming (Titel 2) - Tommy Brenneck: Gitarre (Titel 4 & 15) - Wayne Gordon: Gitarre, Glockenspiel (Titel 4), Streichquartett (Titel 4 & 15) - Nick Movshon: Bass (Titel 4 & 15) - Victor Axelrod: Piano (Titel 4 & 15) - Dave Guy: Trompete (Titel 4 & 15) - Neal Sugarman: Saxophon (Titel 4 & 15) - Cochemea Gastelum: Bariton-Saxophon (Titel 4 & 15) - Coco Taguchi: Violine (Titel 4 & 15) - Garo Yellin: Cello (Titel 4 & 15) - Homer Steinweiss: Trommeln (Titel 4 & 15) - Bosco Mann: Streichquartett (Titel 4 & 15) - Asa Davis: Keyboard, Bass (Titel 5) - Kevin Arcilla: E-Gitarre, Bass (Titel 5) - TJ Osinulu: Trommeln (Titel 5) - Sounwave: Keyboard (Titel 5), Trommeln, (Titel 12), Programming (Titel 6 & 12) | - Larrance Dopson: Keyboard, Programming (Titel 6) - Jairus Mozee: Gitarre (Titel 6) - Two Inch Punch: Bass, Keyboards, Trommeln, Perkussion, Programming (Titel 7) - John Foyle: Synthesizer, Gitarren, Programming (Titel 8) - The Rude Boyz: Keyboards, Programming (Titel 8) - Damon Albarn: Gesang, Keyboards, Gitarre, Bass, Programming, Trommeln, Perkussion (Titel 9) - Jeff Gitty: Gitarre (Titel 10) - Josh Crocker: Programming (Titel 10 & 14), Gitarre, Bass, Programming, Trommeln, Perkussion (Titel 11) - Kevin Parker: Gitarre, Bass, Keyboards, Programming, Trommeln, Perkussion (Titel 11) - Greg Kurstin: Synthesizer, Piano, Moog-Synthesizer, Fender Rhodes (Titel 12) - Chester Hansen: Synthesizer, Bass (Titel 13) - Matthew Tavares: Fender Rhodes (Titel 13) - Leland Whitty: Gitarren (Titel 13) - Alexander Sowinski: Trommeln und Perkussion (Titel 13) - Simon Guzman: Conga (Titel 15) |

Produktion
| - Keith Parry: Tonaufnahme (Titel 1, 2, 10 & 15) - Kyle VandeKerkhoff: Tonaufnahme (Titel 3) - Wayne Gordon: Tonaufnahme (Titel 4) - Simon Guzman: Tonaufnahme (Titel 4 & 15) - Eric Stenman: Tonaufnahme (Titel 5, 9, 11 & 12) - James Musshorn: Tonaufnahme (Titel 5, 6, 9, 11, & 12) - Matthew Emonson: Tonaufnahme (Titel 5) - Todd Bergman: Tonaufnahme (Titel 6) - Two Inch Punch: Tonaufnahme und -mischung (Titel 7) - Mavig: Tonmischung (Titel 8) | - Vic Wainstein: Tonaufnahme (Titel 13) - Brandon kelly: Tonaufnahme (Titel 14), Tonengineering (Titel 1 & 2) - Jeff Ellis: Abmischung (Titel 1–3, 5, 6, 9, 11–15) - Tony Maserati: Abmischung (Titel 4) - John Foyle: Abmischung (Titel 7) - Timothy Nguyen: Abmischung (Assistent) (Titel 1–3, 5, 6, 9–15) - Chico Torres: Abmischung (Assistent) (Titel 1–3, 5, 6, 9–15) - Josh Crocker: Abmischung (Assistent) (Titel 14 & 15) - Dave Kutcher: Mastering (Titel 1–15) |

## Singleauskopplungen
Aus dem Album wurden fünf Singles veröffentlicht, die allesamt die Charts verfehlten, teilweise jedoch Schallplattenauszeichnungen erhielten. So wurde After the Storm mit Platin und Dead to Me mit Gold in den Vereinigten Staaten ausgezeichnet.
- 2017: Tyrant (Erstveröffentlichung: 22. Mai 2017; feat. Jorja Smith)
- 2017: Nuestro Planeta (Erstveröffentlichung: 25. August 2017; feat. Reykon)
- 2018: After the Storm (Erstveröffentlichung: 12. Januar 2018; Verkäufe: + 1.440.000; feat. Bootsy Collins & Tyler, the Creator)
- 2018: Dead to Me (Erstveröffentlichung: 6. April 2018; Verkäufe: + 1.280.000)
- 2018: Just a Stranger (Erstveröffentlichung: 30. Oktober 2018; feat. Steve Lacy)

## Rezeption

### Rezensionen
Das Album erhielt gemischte Kritiken, wurde aber überwiegend positiv aufgenommen. Metacritic, einer Website, die für Beurteilungen von Filmen, DVDs und Musik zuständig ist, bewertete Isolation mit 87 von insgesamt 100 Punkten. Die Journalistin Ilana Kaplan von der Online-Zeitschrift The Independent schrieb: „Kali Uchis wurde seit dem Beginn ihrer Karriere als Sängerin weitläufig unterschätzt, aber Isolation hat ihr endlich die Aufmerksamkeit gegeben, die sie verdient.“ Madison Desler vom US-amerikanischen Magazin Paste meinte, dass „ein Album mit fünfzehn Titeln durchweg gut sei. Ein Triumph, welcher es am Ende des Jahres auf jede Best-Of-Liste schaffen könnte und auch sollte.“
Ein Kritiker der Zeitschrift Q lobte Uchis’ natürliches und einfaches Pop-Charisma und „die Fähigkeit, mühelos durch verschiedene Musikgenres zu gleiten.“ Joe Levy von der Rolling Stone sagte, das Album sei „kreativ und faszinierend zugleich. Es hat gleichzeitig einen Hauch von Nostalgie und Futur.“ Er verglich es mit Werken von Beck und OutKast.
Von der Musikzeitschrift NME erhielt das Album fünf Sterne. Thomas Smith, ein Kritiker der Zeitschrift, kommentierte: „Isolation sieht sich in keiner Weise gezwungen; es ist interessant, wie Uchis von einem Genre in das nächste gleitet und es völlig für sich behält.“
A. Harmony von Exclaim! bewertete das Album mit 8 von 10 Punkten und schrieb dazu: Kali Uchis’ erstes Studioalbum „biegt Genres nach ihrem eigenen Willen, anstatt es zuzulassen, dass sie sich in ihrer Identität entfalten. Dies führe zu einer beeindruckenden Anstrengung, welche sich nur mit zunehmenden Alter verbessert.“
Die Journalistin Julianne Escobedo Shepherd von Pitchfork schrieb, dass Uchis’ „sich positioniert, um eine neue Element in der Popkultur zu werden.“ Die Website listete das Album zudem auf Platz 38 in die Liste der The 50 Best Albums of 2018.
Der Kritikerin Daphne Carr kommentierte: „Isolation zollt Tribut an die Vergangenheit des Pop. Durch eine glühende Hommage an die Lieblinge der Black und Latinx-Jukebox lässt sie es neu erklingen. Eine Reihe von Kooperationen in klassischer Soul und R&B-Ästhetik.“

### Preise
| Veröffentlichung | Liste                               | Platzierung | Ref.   |
| ---------------- | ----------------------------------- | ----------- | ------ |
| GQ               | The 20 Best Albums of 2018          | 10          | [ 36 ] |
| Pitchfork        | The 50 Best Albums of 2018          | 38          | [ 37 ] |
| NPR              | The 50 Best Albums of 2018          | 9           | [ 38 ] |
| Billboard        | The 50 Best Albums of 2018          | 16          | [ 39 ] |
| The Guardian     | The 50 Best Albums of 2018          | 21          | [ 40 ] |
| Dazed            | The 20 Best Albums of 2018          | 11          | [ 41 ] |
| Stereogun        | The Best Albums of 2018             | 28          | [ 42 ] |
| Spin             | 51 Best Albums of 2018: Staff Picks | 20          | [ 43 ] |
| The A.V. Club    | The Best Pop & R&B Albums of 2018   | −           | [ 44 ] |
| Exclaim!         | Top 10 Soul and R&B Albums          | 3           | [ 45 ] |

## Kommerzieller Erfolg

### Chartplatzierungen
| ChartsChartplatzierungen       | Höchstplatzierung | Wochen |
| ------------------------------ | ----------------- | ------ |
| Vereinigte Staaten (Billboard) | 32 (5 Wo.)        | 5      |
| Vereinigtes Königreich (OCC)   | 62 (1 Wo.)        | 1      |

### Auszeichnungen für Musikverkäufe
| Land/Region                  | Auszeichnungen für Musikverkäufe (Land/Region, Auszeichnung, Verkäufe) | Verkäufe  |
| ---------------------------- | ---------------------------------------------------------------------- | --------- |
| Kanada (MC)                  | Gold                                                                   | 40.000    |
| Mexiko (AMPROFON)            | Platin                                                                 | 60.000    |
| Neuseeland (RMNZ)            | Gold                                                                   | 7.500     |
| Vereinigte Staaten (RIAA)    | Platin                                                                 | 1.000.000 |
| Vereinigtes Königreich (BPI) | Silber                                                                 | 60.000    |
| Insgesamt                    | 1× Silber · 2× Gold · 2× Platin ·                                      | 1.167.500 |